# Evalljapyx ombris
Evalljapyx ombris är en urinsektsart som beskrevs av Smith 1960. Evalljapyx ombris ingår i släktet Evalljapyx och familjen Japygidae. Inga underarter finns listade i Catalogue of Life.